# کریستین نوردهاگن ویرلینگ
کریستین نوردهاگن ویرلینگ (به انگلیسی: Christine Nordhagen-Vierling) (زاده ۲۶ ژوئن ۱۹۷۱) کشتی گیر بازنشسته زن کشور کانادا است.